# Французская Индия

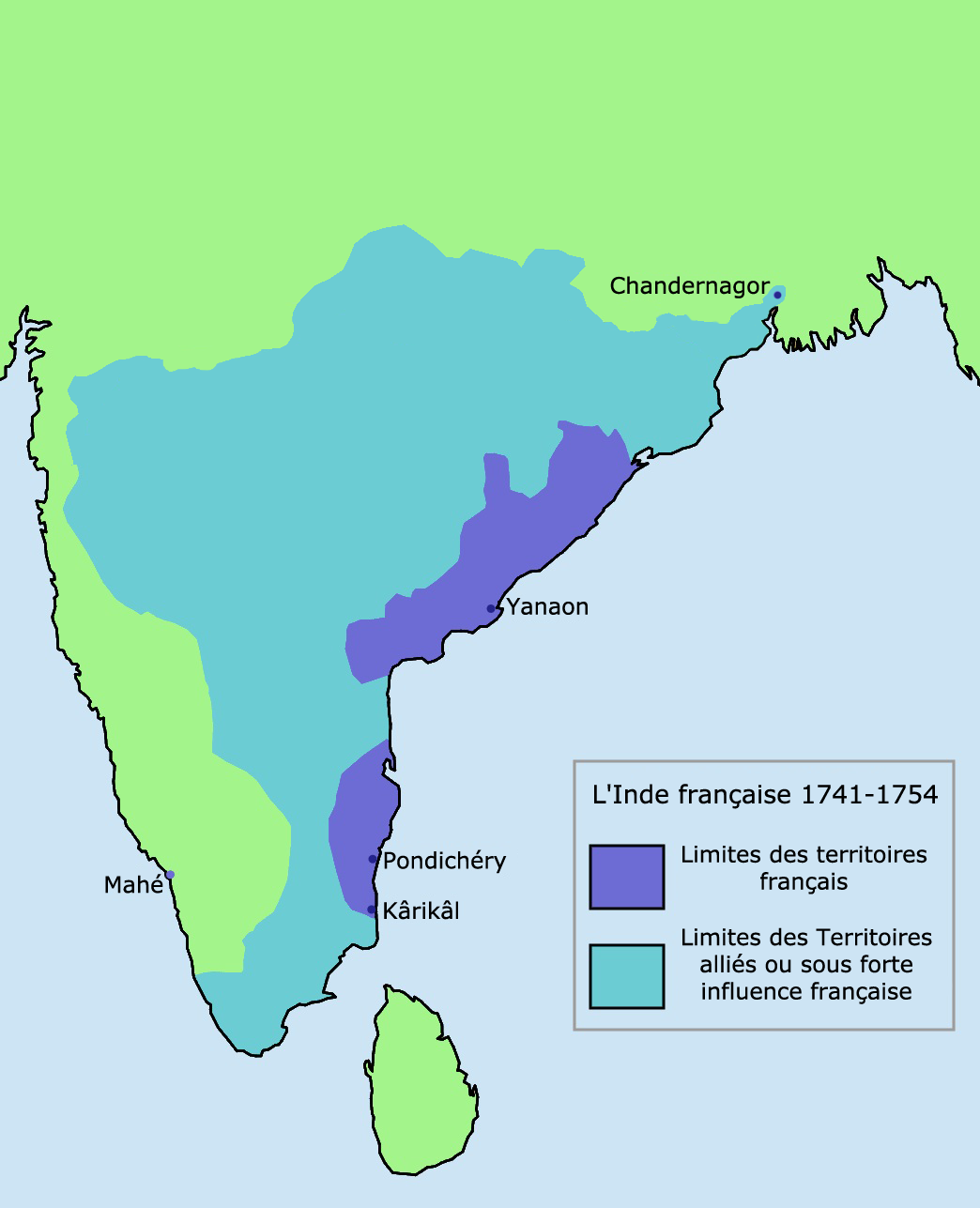
Французские владения в Индии перед Семилетней войной

Французская Индия — общий термин для обозначения бывших французских владений в Индии. К ним относились Пондишери, Карайкал и Янаон на Коромандельском берегу, а также Маэ на Малабарском берегу и Чандернагор в Бенгалии. Их общая площадь составляла 526 км², из которых 293 км² (56 %) приходилось на Пондишери.

## История
Самая первая французская экспедиция в Индию состоялась во времена правления Франциска I (правил в 1515—1547), когда несколько купцов из Руана отправили два корабля для торговли в восточных морях; они отплыли из Гавра, и больше про них никто ничего не слышал. В 1604 году одна компания получила патент от короля Генриха IV, но проект провалился. В 1615 году была выдана ещё одна лицензия, и два корабля отправились в Индию — вернулся лишь один.
Известно, что с 1658 года французский врач и путешественник Франсуа Бернье (1625—1688) в течение 12 лет был личным врачом Великого Могола Аурангзеба. Одновременно с ним поставками на европейский рынок алмазов из Индии заведовал французский негоциант Жан-Батист Тавернье.
Под покровительством кардинала Ришельё в 1642 году была создана Французская Ост-Индская компания (La Compagnie française des Indes orientales). При Жан-Батисте Кольбере она была реорганизована и в 1664 году отправила экспедицию на Мадагаскар. В 1667 году Компания отправила другую экспедицию под командованием Франсуа Карона, которая в 1668 году достигла Сурата и основала первую французскую факторию в Индии. В 1669 году перс Маркара, сопутствовавший Карону в его экспедиции, основал другую французскую факторию в Масулипатаме. В 1673 году с разрешения Шайста-хана — наваба Великих Моголов в Бенгалии — был основан Чанданнагар. В 1674 году французы получили Валикондапурам от султана Биджапура, и так было положено начало Пондишерри. В 1720 году англичане захватили французские фактории в Сурате, Масулипатаме и Бантаме.
Первый губернатор Пондишери — Франсуа Мартин — превратил его из небольшой рыбацкой деревушки в процветающий портовый город. В Индии французы постоянно конфликтовали с голландцами и англичанами. В 1693 году голландцы захватили Пондишери и сильно его укрепили. Французы получили Пондишери обратно в 1699 году в соответствии с условиями Рейсвейкского мирного договора, завершившего войну Аугсбургской лиги.
С 1720 по 1741 годы французы преследовали в основном коммерческие интересы. В 1723 году французы оккупировали Янам, в 1725 — Маэ, а в 1739 — Карикал. С 1742 года политические мотивы стали затмевать торговые выгоды. Все фактории были укреплены для обороны.
В первой половине XVIII века под управлением способных губернаторов Пондишери заметно вырос и развился. Знаменитый французский губернатор Пондишери и Французской Индии Жозеф Франсуа Дюплеи после своего прибытия к месту службы в 1741 году начал лелеять планы создания Французской Империи в Индии, но его начальство не проявило к этому интереса. Французские амбиции пришли в столкновение с британскими интересами, и в Индии начался период политических интриг и военных стычек. Под командованием маркиза де Бюсси-Кастельно армия Дюплеи успешно контролировала зону между Хайдарабадом и мысом Коморин. Однако в 1744 году в Индию прибыл англичанин Роберт Клайв, положивший конец мечтам Дюплеи.
После поражения и провала мирных переговоров в 1754 году Дюплеи был отозван во Францию. Несмотря на соглашение между Францией и Англией о невмешательстве в местную политику друг друга, интриги продолжались. В 1756 году французы подговорили бенгальского набоба Сирадж уд-Даулу напасть на британский Форт-Уильям в Калькутте. Это привело к битве при Плесси, где англичане наголову разгромили как наваба, так и его французских союзников, и распространили своё влияние на всю Бенгалию.
Чтобы вернуть утраченное и изгнать англичан из Индии, из Франции был послан Лалли-Толендаль. Он прибыл в Пондишери в 1758 году, поначалу достиг некоторых успехов и даже сжёг форт Сент-Дэвид в Куддалоре, однако допущенные им стратегические ошибки привели к утрате района Хайдарабада, битве при Вандаваши и осаде Пондишери 1760 года. В отместку в 1761 году форт в Пондишери был снесён англичанами до основания, а город был сильно разрушен и пролежал в руинах несколько лет. Франция получила Пондишери обратно в соответствии с Парижским мирным договором 1763 года. Новый губернатор Жан Ло де Лористон вновь отстроил Пондишери. Впоследствии, по мере очередных войн между англичанами и французами, Пондишери не раз переходил из рук в руки.
С 1785 — генерал-губернатором Французской Индии стал Франсуа де Суйяк.
В 1816 году, по окончании Наполеоновских войн, французские владения в Индии были возвращены Франции. В соответствии с декретом от 25 января 1871 года во Французской Индии появился выборный Генеральный Совет (фр. Conseil général) и выборные местные советы (фр. Conseil local). Впоследствии структура местного управления была немного изменена, адаптируясь к местным условиям.
После обретения Индией независимости встал вопрос о воссоединении с Индией французских владений. Поселения в Мачилипатнаме, Кожикоде и Сурате были переданы Индии в октябре 1947 года. В соответствии с договором между Францией и Индией, подписанным в 1948 году, жители остальных французских территорий в Индии должны были определить своё политическое будущее самостоятельно. Губернаторство Чандернагор было передано Индии 2 мая 1950 года, и 2 октября 1955 года присоединено к штату Западная Бенгалия.
Анклавы Пондишери, Янам, Маэ и Карикал де-факто были переданы Индии 1 ноября 1954 года, образовав Союзную территорию Пондишери (в 2006 году название было заменено на Пудучерри), однако де-юре объединение Французской Индии с Индией произошло лишь в 1962 году, когда согласился французский парламент. Обмен ратификационными грамотами прошёл 16 августа и договор о передаче формально вступил в силу.